# Renata Tebaldi
Renata Tebaldi (Pesaro, 1º febbraio 1922 – Città di San Marino, 19 dicembre 2004) è stata un soprano italiano.
È considerata una delle cantanti liriche più amate di tutti i tempi, acclamata in particolare come interprete di Verdi e Puccini.

## Biografia

### Gli esordi e l'affermazione
Pronipote del soprano Edwige Tebaldi, Renata Tebaldi nacque a Pesaro dal pesarese Teobaldo e da Giuseppina Barbieri, originaria di Langhirano, nel parmense. All'età di tre anni fu colpita da poliomielite, dalla quale guarì completamente.
Studiò al Conservatorio di Parma con Italo Brancucci ed Ettore Campogalliani e poi al "Liceo Musicale Gioachino Rossini" di Pesaro con il celebre soprano Carmen Melis. Nel 1944 debuttò a Rovigo nel ruolo di Elena in Mefistofele. Nel 1946 debuttò alla Scala nel concerto di riapertura dopo la ricostruzione sotto la direzione di Arturo Toscanini (evento del quale esiste una registrazione). Fu in questa occasione che il maestro le attribuì l'appellativo, diventato famoso, di "voce d'angelo".

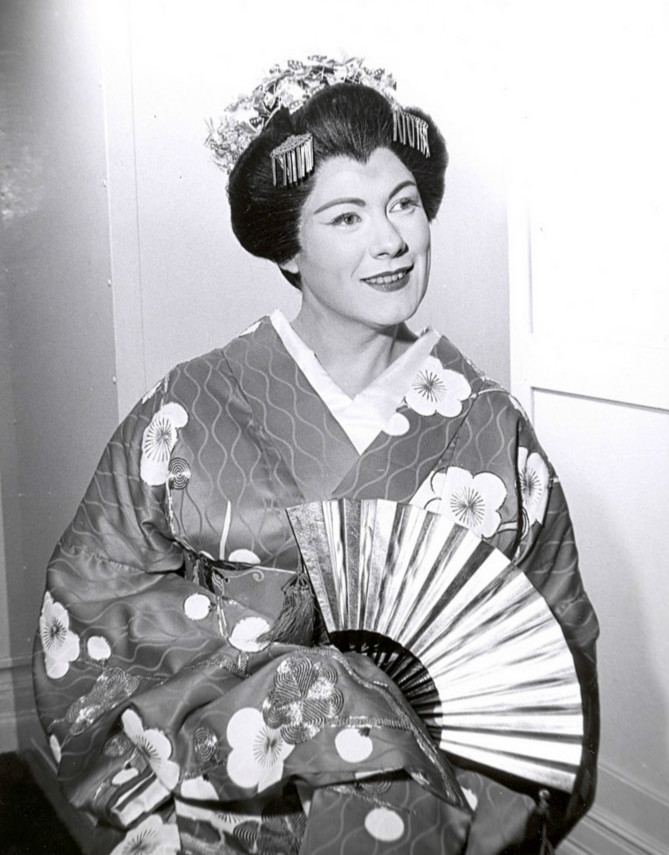
Renata Tebaldi nei panni di Cio-Cio-San in Madama Butterfly

Nella prima parte della carriera affrontò con eccellenti risultati opere di Wagner in lingua italiana (celebratissima la sua Elsa in Lohengrin, oltre a Elisabeth in Tannhäuser) e storiche riprese di lavori di Haendel (Giulio Cesare), Spontini (Olimpia, Fernando Cortez), Rossini (L'assedio di Corinto) e del primo Verdi (Giovanna D'Arco). Iniziò presto ad affrontare anche il grande repertorio italiano: Tosca, Desdemona, Violetta (Teatro La Fenice di Venezia 1947-48), Maddalena (Teatro Regio di Parma 1949), Aida (Teatro Comunale di Firenze 1951).
Particolarmente legato alla carriera italiana fu il Teatro San Carlo di Napoli, il cui pubblico ebbe per lei una costante predilezione, anche quando, a metà degli anni cinquanta, il Teatro alla Scala sembrò preferirle Maria Callas. Nel 1951 vi cantò La traviata, riscuotendo un tale successo da dover interpretare nove repliche fuori programma che registrarono il tutto esaurito e da indurre la direzione del teatro a donarle una medaglia d'oro.
Dopo il precoce esordio "toscaniniano" a inizio carriera, apparve regolarmente alla Scala: Faust nel 1948, Andrea Chenier nel 1948 e 49, Otello, Aida e la Messa di Requiem verdiana (ancora con la direzione di Toscanini) nel 1950, La traviata, Falstaff e Mefistofele nel 1952, Tosca e La Wally nel 1953, Otello ed Eugenio Onieghin nel 1954, La forza del destino nel 1955. Successivamente le presenze sul palcoscenico scaligero si interruppero per oltre quattro anni. Quando nel 1959 ritornò riscosse quaranta minuti di applausi per l'interpretazione di Tosca.

### Il successo internazionale
Il debutto americano avvenne nel 1950 alla War Memorial Opera House di San Francisco interpretando Aida, seguita dal debutto ne Le nozze di Figaro (Contessa). Nei primi anni cinquanta fece inoltre tournée in Sudamerica.
Il 31 gennaio 1955 si presentò al Metropolitan di New York, trionfando in Otello a fianco di Mario Del Monaco. Le apparizioni al Metropolitan, diventato la sede principale della sua attività a seguito della temporanea rottura con il Teatro alla Scala, si susseguirono con grande regolarità per diciotto anni, dal '55 al '73 (circa duecentosettanta rappresentazioni: fu chiamata "la regina del Met"), in opere come La Bohème, Andrea Chénier, Tosca, Aida, Madama Butterfly, La forza del destino, La traviata, Manon Lescaut, Simon Boccanegra, Adriana Lecouvreur, La Gioconda, La fanciulla del West, Falstaff, Il pipistrello. Dal 1955 al 1965 cantò in quaranta rappresentazioni alla Lyric Opera di Chicago. Le venne attribuito negli USA l'appellativo di "Miss Sold Out" ("Miss Tutto Esaurito"), grazie alla vastissima partecipazione alle produzioni di cui era protagonista.
Nel 1955 si esibì in Tosca alla Royal Opera House di Londra. Alla Wiener Staatsoper apparve in Tosca e Otello nel 1958, in Aida nel 1959 e in Andrea Chénier nel 1960. Partecipò complessivamente a diciotto rappresentazioni nel teatro viennese. Toccò inoltre tutti gli altri principali teatri del mondo: Parigi, Barcellona, Berlino, Messico, Brasile, Argentina, Giappone. Nel 1959 vinse, prima donna italiana, il Grammy Award per la categoria Best Classical Solo Vocal Album.

### Seconda parte della carriera

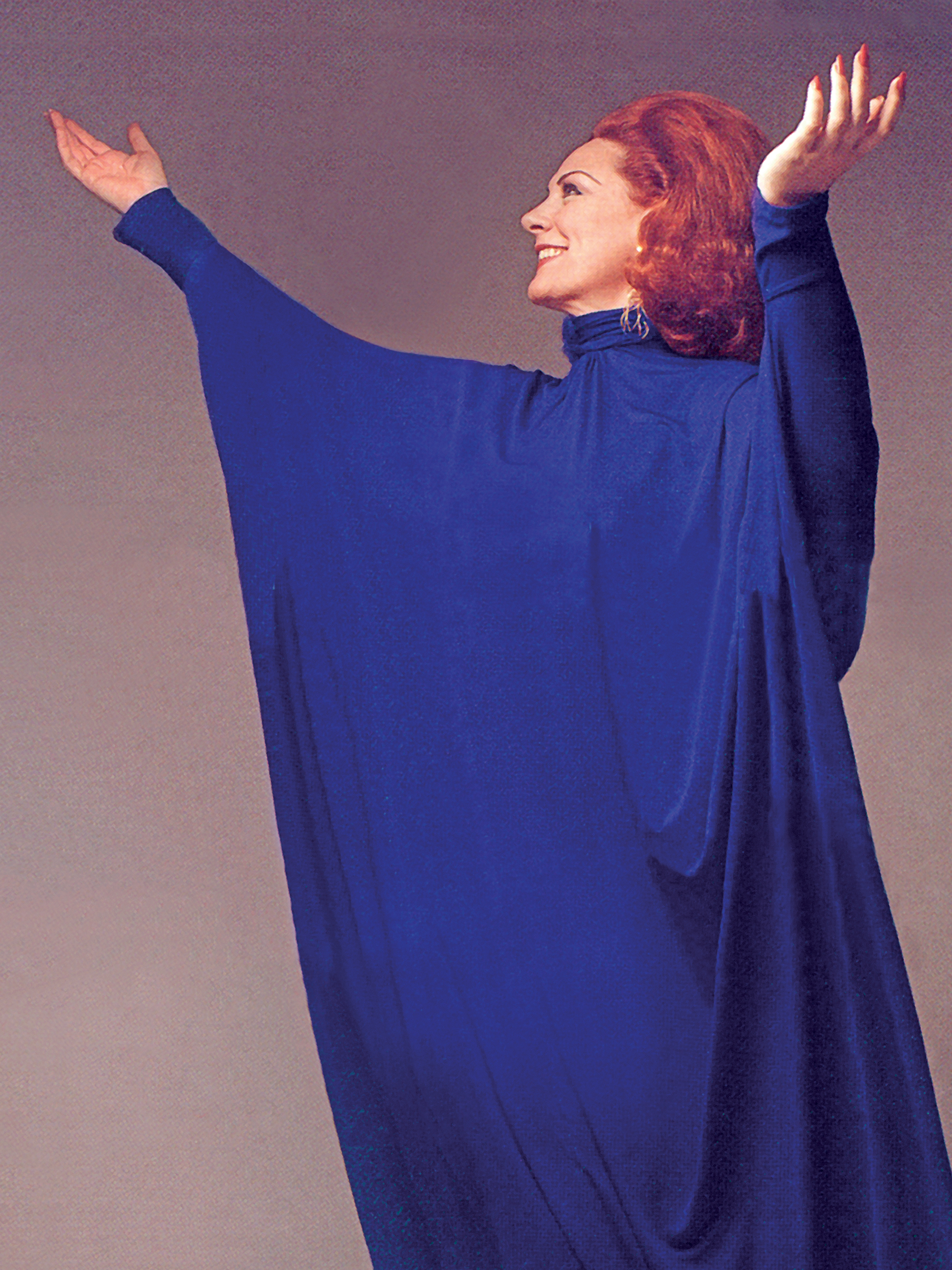
Renata Tebaldi - 1974

All'inizio degli anni sessanta la voce, anche a seguito del pesante repertorio, cominciò ad accusare segni di stanchezza, perdendo in parte la duttilità nel registro acuto caratteristica degli esordi.
Nel 1963 prese un periodo di riposo, anche a causa di un momento difficile dovuto alla sfortunata relazione con il direttore d'orchestra Arturo Basile; riprese a cantare nel 1964, dopo un anno di silenzio, interpretando La bohème a Filadelfia. Da quel momento iniziò una specie di seconda carriera, sempre più indirizzata al repertorio drammatico, con l'adozione dell'emissione di petto, a costo di accentuare l'indurimento del registro acuto. Nel 1966 debuttò con enorme successo come protagonista de La Gioconda sulle scene del Metropolitan appena ricostruito. Altrettanto successo le fu tributato nel 1970, sempre al Metropolitan, quando vestì per la prima volta i panni di Minnie ne La fanciulla del west (già eseguita in disco nel 1958). Cantò l'ultima opera nel 1973 interpretando Desdemona nell'Otello, ancora sulle scene del massimo teatro newyorkese.
Successivamente l'attività si limitò ai concerti, dove privilegiò progressivamente pagine cameristiche con accompagnamento del pianoforte e, abbandonando ogni forzatura nel registro grave a favore di un'emissione più fluida, simile a quella degli esordi, dette ancora prova di elevata classe interpretativa. Fra le esibizioni all'estero si annoverano quelle nella stagione 1975-1976 in Unione Sovietica.
Si ritirò dalle scene nel 1976 dopo un trionfale concerto di beneficenza alla Scala a sostegno dei terremotati del Friuli. Il 28 febbraio 2002 fu organizzata al Teatro alla Scala una serata per festeggiare il suo ottantesimo compleanno.
Pur non essendosi mai dedicata al cinema, nel 1947 partecipò alla colonna sonora di Lohengrin e nel 1953 diede voce a Sophia Loren per il film-opera Aida; la si può ascoltare anche in Casa Ricordi, dove interpreta la morte di Mimì.
Famosissima è rimasta la rivalità con Maria Callas, alimentata, ancor più che dalle dive, dai loro fan più accesi. Comunque fosse, il 16 settembre 1968 la Callas si recò dietro le quinte del Metropolitan a congratularsi dopo un'esibizione in Adriana Lecouvreur, segnando la definitiva riconciliazione tra le due cantanti.
Scomparve all'età di 82 anni; è sepolta a Mattaleto di Langhirano.

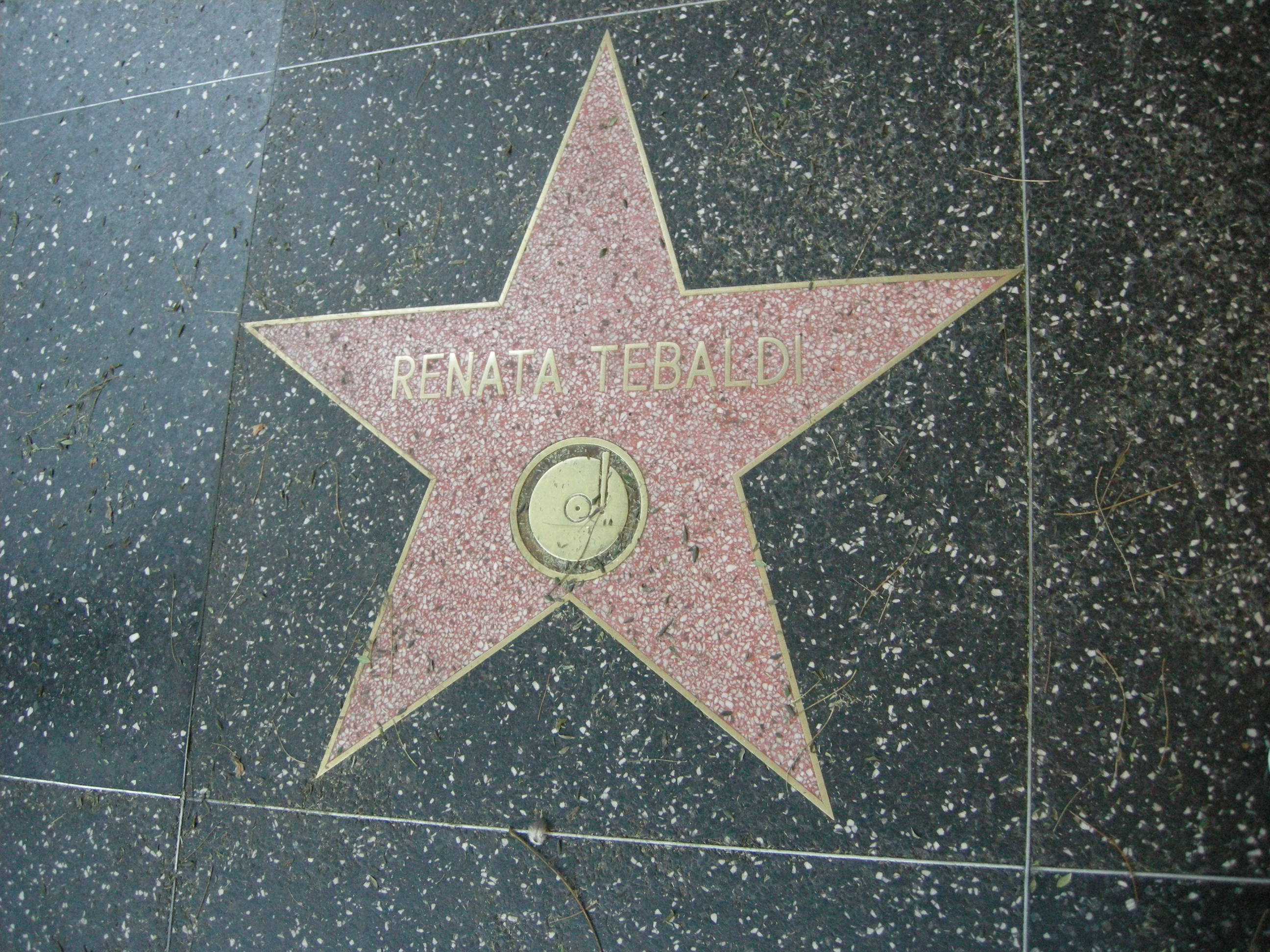
La Stella di Renata Tebaldi sulla Hollywood Walk of Fame

Renata Tebaldi è una delle 14 personalità italiane ad avere una stella nella celebre Hollywood Walk of Fame, la famosa strada di Hollywood dove sono incastonate oltre 2000 stelle a cinque punte che recano i nomi di celebrità onorate per il loro contributo allo star system e all'industria dello spettacolo.

## Caratteristiche vocali e interpretative
Renata Tebaldi possedeva una voce dal timbro cristallino, opulenta, morbida, vellutata (è stata coniata l'espressione "velluto della Tebaldi") e nel contempo penetrante, da autentico soprano lirico spinto. Era in possesso altresì di una somma tecnica di emissione, che le consentiva perfetta omogeneità fra i registri, fluidità di legato e spettacolari messe di voce, capaci di passare da aerei pianissimi ad aurei torrenti di suono. Non particolarmente versata nel canto di agilità, il temperamento era portato più all'abbandono sentimentale che all'espressione tragica, raggiungendo però compiutezza interpretativa grazie alla nobiltà del fraseggio e alla sensibilità musicale e stilistica. Possedeva anche singolare bellezza di lineamenti e figura scenica imponente.
Soprattutto nel repertorio del secondo Verdi (Aida, La forza del destino, Otello) e in Puccini (in particolare La bohème, Tosca e Madama Butterfly), ma anche in titoli della giovane scuola, come Adriana Lecouvreur, La Wally, Andrea Chénier, espresse una linea di purezza vocale aliena dalla predominante platealità dei soprani veristi e improntata a un gusto classico. Per quanto il canto di forza non le sia stato sempre congeniale (gli estremi acuti, nell'ultima parte della carriera, costituirono il suo tallone d'Achille), diede eccellente prova anche in ruoli drammatici, come le già citate Tosca, Aida e Leonora de La forza del destino, a cui vanno aggiunte Gioconda e Minnie. Interpretazioni solo discografiche furono i tre ruoli principali del Trittico, Cavalleria rusticana, Il trovatore, Turandot (Liù), Don Carlo e Un ballo in maschera, ultima incisione nel 1970.

## Museo
Il museo Renata Tebaldi ha sede a Busseto nel palazzo delle Scuderie di Villa Pallavicino, inserito nell'itinerario dei luoghi verdiani.

## Media
Renata Tebaldi è la prima cantante d'opera ad avere un'applicazione per iPad dedicata: immagini, incisioni ufficiali e inedite, video e rassegna stampa dell'epoca. L'applicazione è stata pubblicata nel 2012.

## Repertorio
| Ruolo                  | Titolo                          | Autore     |
| ---------------------- | ------------------------------- | ---------- |
| Elena Margherita       | Mefistofele                     | Boito      |
| Salammbô               | Salammbô                        | Casavola   |
| Wally                  | La Wally                        | Catalani   |
| Tatiana                | Eugenio Onegin                  | Čajkovskij |
| Adriana Lecouvreur     | Adriana Lecouvreur              | Cilea      |
| Maddalena di Coigny    | Andrea Chénier                  | Giordano   |
| Fedora                 | Fedora                          | Giordano   |
| Margherita             | Faust                           | Gounod     |
| Cleopatra              | Giulio Cesare in Egitto         | Händel     |
| Santuzza               | Cavalleria rusticana            | Mascagni   |
| Suzel                  | L'amico Fritz                   | Mascagni   |
| La Contessa d'Almaviva | Le nozze di Figaro              | Mozart     |
| Donna Elvira           | Don Giovanni                    | Mozart     |
| La Gioconda            | La Gioconda                     | Ponchielli |
| Manon Lescaut          | Manon Lescaut                   | Puccini    |
| Mimì                   | La bohème                       | Puccini    |
| Floria Tosca           | Tosca                           | Puccini    |
| Cio-Cio-San            | Madama Butterfly                | Puccini    |
| Minnie                 | La fanciulla del West           | Puccini    |
| Giorgetta              | Il tabarro                      | Puccini    |
| Suor Angelica          | Suor Angelica                   | Puccini    |
| Lauretta               | Gianni Schicchi                 | Puccini    |
| Liù                    | Turandot                        | Puccini    |
| Cecilia                | Cecilia                         | Refice     |
| Pamira                 | L'assedio di Corinto            | Rossini    |
| Matilde                | Guglielmo Tell                  | Rossini    |
| Amazily                | Fernando Cortez                 | Spontini   |
| Olimpia                | Olimpia                         | Spontini   |
| Giovanna d'Arco        | Giovanna d'Arco                 | Verdi      |
| Leonora                | Il trovatore                    | Verdi      |
| Violetta Valery        | La traviata                     | Verdi      |
| Amelia Grimaldi        | Simon Boccanegra                | Verdi      |
| Amelia                 | Un ballo in maschera            | Verdi      |
| Elisabetta di Valois   | Don Carlo                       | Verdi      |
| Leonora                | La forza del destino            | Verdi      |
| Aida                   | Aida                            | Verdi      |
| Desdemona              | Otello                          | Verdi      |
| Mrs Alice Ford         | Falstaff                        | Verdi      |
| Elisabetta             | Tannhäuser                      | Wagner     |
| Elsa di Brabante       | Lohengrin                       | Wagner     |
| Eva                    | I maestri cantori di Norimberga | Wagner     |

## Discografia

### Incisioni in studio
| Anno | Titolo Ruolo                                   | Cast                                                                     | Direttore                   | Casa      |
| ---- | ---------------------------------------------- | ------------------------------------------------------------------------ | --------------------------- | --------- |
| 1951 | La bohème Mimì                                 | Giacinto Prandelli, Hilde Güden, Giovanni Inghilleri, Raffaele Arié      | Alberto Erede               | Decca     |
|      | Madama Butterfly Cio-Cio-San                   | Giuseppe Campora, Giovanni Inghilleri, Nell Rankin                       | Alberto Erede               | Decca     |
| 1952 | Aida                                           | Mario Del Monaco, Ebe Stignani, Aldo Protti                              | Alberto Erede               | Decca     |
|      | Tosca Floria Tosca                             | Giuseppe Campora, Enzo Mascherini                                        | Alberto Erede               | Decca     |
| 1953 | Andrea Chénier Maddalena di Coigny             | José Soler, Ugo Savarese                                                 | Arturo Basile               | Cetra     |
| 1954 | Manon Lescaut                                  | Mario del Monaco, Mario Borriello                                        | Francesco Molinari-Pradelli | Decca     |
|      | Otello Desdemona                               | Mario del Monaco, Aldo Protti                                            | Alberto Erede               | Decca     |
|      | La traviata Violetta Valery                    | Gianni Poggi, Aldo Protti                                                | Francesco Molinari-Pradelli | Decca     |
| 1955 | Turandot Liù                                   | Inge Borkh, Mario del Monaco, Nicola Zaccaria                            | Alberto Erede               | Decca     |
|      | La forza del destino Donna Leonora di Vargas   | Mario del Monaco, Ettore Bastianini, Cesare Siepi, Giulietta Simionato   | Francesco Molinari-Pradelli | Decca     |
| 1956 | Il trovatore Leonora                           | Mario del Monaco, Ugo Savarese, Giulietta Simionato                      | Alberto Erede               | Decca     |
| 1957 | Andrea Chénier Maddalena di Coigny             | Mario del Monaco, Ettore Bastianini                                      | Gianandrea Gavazzeni        | Decca     |
|      | Cavalleria rusticana Santuzza                  | Jussi Björling, Ettore Bastianini                                        | Alberto Erede               | RCA/Decca |
| 1958 | La fanciulla del West Minnie                   | Mario del Monaco, Cornell MacNeil                                        | Franco Capuana              | Decca     |
|      | Madama Butterfly Cio-Cio-San                   | Carlo Bergonzi, Enzo Sordello, Fiorenza Cossotto                         | Tullio Serafin              | Decca     |
|      | Mefistofele Margherita                         | Cesare Siepi, Mario del Monaco                                           | Tullio Serafin              | Decca     |
| 1959 | Aida                                           | Carlo Bergonzi, Giulietta Simionato, Cornell MacNeil                     | Herbert von Karajan         | Decca     |
|      | La bohème Mimì                                 | Carlo Bergonzi, Ettore Bastianini, Gianna D'Angelo, Cesare Siepi         | Tullio Serafin              | Decca     |
|      | Tosca Floria Tosca                             | Mario del Monaco, George London                                          | Francesco Molinari-Pradelli | Decca     |
|      | Turandot Liù                                   | Birgit Nilsson, Jussi Björling, Giorgio Tozzi                            | Erich Leinsdorf             | RCA       |
| 1961 | Adriana Lecouvreur                             | Mario del Monaco, Giulietta Simionato, Giulio Fioravanti                 | Franco Capuana              | Decca     |
|      | Otello Desdemona                               | Mario del Monaco, Aldo Protti                                            | Herbert von Karajan         | Decca     |
| 1962 | Il trittico Giorgetta, Suor Angelica, Lauretta | Fernando Corena, Robert Merrill, Mario del Monaco, Giulietta Simionato   | Lamberto Gardelli           | Decca     |
| 1965 | Don Carlo Elisabetta di Valois                 | Carlo Bergonzi, Nicolaj Ghiaurov, Dietrich Fischer-Dieskau, Grace Bumbry | Georg Solti                 | Decca     |
| 1967 | La Gioconda                                    | Carlo Bergonzi, Robert Merrill, Marilyn Horne, Nikola Gjuzelev           | Lamberto Gardelli           | Decca     |
| 1968 | La Wally Wally                                 | Mario del Monaco, Piero Cappuccilli                                      | Fausto Cleva                | Decca     |
| 1970 | Un ballo in maschera Amelia                    | Luciano Pavarotti, Sherrill Milnes, Regina Resnik                        | Bruno Bartoletti            | Decca     |

### Registrazioni dal vivo (selezione)
- Andrea Chenier, selez., 1949 (Del Monaco, Silveri, dir. De Sabata, La Scala) Cetra/Myto
- Messa di requiem, 1950 (Elmo, Prandelli, Siepi, dir. Toscanini, La Scala) IDIS
- Messa di requiem, 1951 (Prandelli, Rossi Lemeni, Rankin, dir. De Sabata, La Scala) Decca
- Fernando Cortez, o La conquista del Messico, 1951 (Penno, Protti, Tajo, dir. Santini, San Carlo di Napoli) Hardy Classic/IDIS
- La bohème, 1951 (Lauri-Volpi, Gobbi, dir. Santini, San Carlo di Napoli) IDIS/GOP
- Giovanna d'Arco, 1951 (Bergonzi, Panerai, dir. Simonetto, RAI Milano) Melodram/Opera D'Oro/IDIS
- La traviata, 1952 (Prandelli, Orlandini, dir. Giulini, RAI Milano) Opera D'Oro/IDIS
- Otello, 1952 (Vinay, Bechi, dir. Santini, San Carlo di Napoli) Bongiovanni
- La forza del destino, 1953 (Del Monaco, Protti, Siepi, Barbieri, Capecchi, dir. Mitropoulos, Maggio Musicale Fiorentino) Cetra/Foyer/Archipel
- La Wally, 1953 (Del Monaco, Guelfi, Scotto, dir. Giulini, la Scala) IDIS
- Aida, 1953 (Penno, Stignani, Savarese, Neri, dir. Serafin, Napoli) Edizione Lirica/Lyric Distribution
- Le nozze di Figaro (Contessa), 1954 (Tajo, Noni, Colombo, Simionato, dir. Perlea, San Carlo di Napoli) Hardy Classic
- La bohème, 1954 (Poggi, Ausensi, Rovero, Neri, dir. Rapalo, Barcellona) Premiere Opera
- Otello, 1954 (Del Monaco, Warren, dir. Votto, La Scala) Melodram
- Tosca, 1955 (Tagliavini, Gobbi, dir. Molinari Pradelli, Royal Hopera House di Londra) Bongiovanni
- Tosca, 1956 (Tucker, Warren, dir. Mitropoulos, Metropolitan) Myto/Cetra
- La traviata, 1957 (Campora, Warren, dir. Cleva, Metropolitan) Melodram
- Adriana Lecouvreur, 1958 (Filacuridi, Pirazzini, Capecchi, dir. Molinari Pradelli, San Carlo di Napoli) Lyric Distribution
- Manon Lescaut, 1959 (Tucker, Guarrera, Corena, dir. Cleva, Metropolitan) Lyric Distribution
- Tosca, 1959 (Corelli, Colzani, dir. Parenti, Livorno) Urania
- Andrea Chenier, 1960 (Corelli, Bastianini, dir. von Matacic, Staatsoper di Vienna) Cetra/Melodram/Opera D'Oro
- La Wally, 1960 (Prandelli, Dondi, Majonica, Gardino, dir. Basile, RAI-Roma) Opera D'Oro
- La fanciulla del west, 1961 (Barioni, Guelfi, dir. Basile, RAI Roma) Opera d'Oro
- Fedora, 1961 (Di Stefano, Sereni, dir. Basile, Napoli) Arkadia/Opera D'Oro
- Adriana Lecouvreur, 1963 (Corelli, Cvejic, Colzani, dir. Varviso, Metropolitan) GOP/Opera Lovers
- La Gioconda, 1966 (Corelli, MacNeil, Cvejic, Siepi, dir. Cleva, Metropolitan) Opera Lovers
- La Gioconda, 1968 (Bergonzi, MacNeil, Cossotto, Giaiotti, dir. Cleva, Metropolitan) GOP

## Video
- La forza del destino, 1958 (Corelli, Bastianini, Christoff, Domínguez, Capecchi, dir. Molinari Pradelli, Orchestra e Coro del Teatro di San Carlo di Napoli) Hardy Classics DVD HCD4002
- Tosca, 1961 (Tobin, London, dir. Patanè, Orchestra e Coro della Staatsoper di Stoccarda) VAI DVD 4217
- Tosca, 1961 (Poggi, Guelfi, dir. Basile, Orchestra e Coro NHK di Tokyo) VAI-V 4416
- Andrea Chénier, 1961 (Del Monaco, Protti, dir. Capuana, Orchestra e Coro NHK di Tokyo) VAI-V 4419
- Otello, 1962 (Beirer, Dooley, dir. Patanè, Coro ed Orchestra Deutsche Oper Berlin) Legato Classics/ARTHAUS

## Brani singoli
- Aida: Ritorna vincitor, Il trovatore: Tacea la notte placida, Faust: Air des bijoux (in ital.), Madama Butterfly: Un bel dì vedremo, Manon Lescaut: In quelle trine morbide, Tosca: Vissi d'arte - Decca 1949
- La traviata: Addio del passato, Aida: O cieli azzurri, Otello: Canzone del salice, Le nozze di Figaro: Deh vieni non tardar, La bohéme: Mi chiamano Mimì - Donde lieta uscì, La Wally: Ebben, n'andrò lontana, Mefistofele: L'altra notte in fondo al mare - Cetra 1950
- Le nozze di Figaro: Porgi amor - Dove sono i bei momenti, Adriana Lecouvreur: Io son l'umile ancella - Poveri fiori, La Wally: Né mai dunque avrò pace, Lodoletta: Flammen perdonami, Guglielmo Tell: Selva opaca, Cecilia: L'annunzio -   La morte di Cecilia - Decca 1955
- Don Carlo: Tu che le vanità, Un ballo in maschera: Ecco l'orrido campo - Morrò, ma prima in grazia, Giovanna D'Arco: Oh ben s'addice, Turandot: In questa reggia, La Gioconda: Suicidio, La Rondine: Sogno di Doretta, Cavalleria rusticana: Voi lo sapete o mamma, L'Arlesiana: Esser madre è un inferno - Decca 1964
- Norma: Sediziose voci - Casta diva - Ah bello a me ritorna, I puritani: Qui la voce sua soave - Vien diletto, La sonnambula: Oh se una volta sola - Ah non credea mirati, Nabucco: Ben io t'invenni - Anch'io dischiuso un giorno - Salgo già del trono aurato, Don Carlo: Oh don fatale - Decca 1968
- Tannhäuser: Salve d'amor - O vergine santa, Tristano e Isotta: Dolce e calmo, Carmen:Habanera - Quadri, picche!, Sansone e Dalila: Amor i miei fini proteggi, S'apre per te il mio cuor, Manon: Addio o nostro picciol desco - La tua non è la mano che mi tocca? - Decca 1969
- Manon Lescaut: Tu, tu, amore tu, Aida: Già i sacerdoti adunansi, Adriana Lecouvreur: Ma dunque, è vero?, La Gioconda: Ma chi vien?, Francesca da Rimini: Inghirlandata di violette. Duetti con Franco Corelli - Decca 1972

## Varie
- Concerto di riapertura del Teatro alla Scala, 1946 (dir. Toscanini, Coro e Orchestra del Teatro alla Scala di Milano) NAXOS 8110821/2
- Concert at Lewinsohn Stadium, 1966, VAI 1148
- Renata Tebaldi - The Farewell Tour - Moscow, 1975, VAI 1164
- Renata Tebaldi - The New York Farewell Recital, 1976, VAI 1116